# Lista de episódios de Super Shore
Esta é a lista de episódios de Super Shore, reality show espanhol que estreou na MTV Espanha em 2 de fevereiro de 2016.
O reality possui duas temporadas já finalizadas. E em março de 2017, foi confirmada a terceira temporada, com estreia prevista para outubro do mesmo ano.

## Resumo
| Temp. | Temp. | Episódios | Exibição original Espanha | Exibição original Espanha | Portugal               | Portugal               | Brasil                  | Brasil                  |
| Temp. | Temp. | Episódios | Estreia                   | Final                     | Estreia                | Final                  | Estreia                 | Final                   |
| ----- | ----- | --------- | ------------------------- | ------------------------- | ---------------------- | ---------------------- | ----------------------- | ----------------------- |
|       | 1     | 15        | 2 de fevereiro de 2016    | 10 de maio de 2016        | 3 de fevereiro de 2016 | 11 de maio de 2016     | 21 de fevereiro de 2016 | 29 de maio de 2016      |
|       | 2     | 15        | 23 de outubro de 2016     | 29 de janeiro de 2017     | 26 de outubro de 2016  | 1 de fevereiro de 2017 | 6 de novembro de 2016   | 19 de fevereiro de 2017 |
|       | 3     | 13        | 3 de outubro de 2017      | 19 de dezembro de 2017    | 4 de outubro de 2017   | 20 de dezembro de 2017 | 29 de outubro de 2017   | 4 de fevereiro de 2018  |

## 1ª Temporada (2016)
| ## | #  | Título                                      | Exibição original       |
| -- | -- | ------------------------------------------- | ----------------------- |
| 1  | 1  | "Uma nova família"                          | 2 de fevereiro de 2016  |
| 2  | 2  | "Flechada grega"                            | 9 de fevereiro de 2016  |
| 3  | 3  | "Destino Surpresa"                          | 16 de fevereiro de 2016 |
| 4  | 4  | "Bye Mykonos, hola Madrid"                  | 23 de fevereiro de 2016 |
| 5  | 5  | "Desencontro azteca"                        | 1 de março de 2016      |
| 6  | 6  | "Ninguém é de ninguém e todos são de todos" | 8 de março de 2016      |
| 7  | 7  | "Lágrimas, histeria e gritos"               | 15 de março de 2016     |
| 8  | 8  | "Arantxa no limite"                         | 22 de março de 2016     |
| 9  | 9  | "O mau passo do Potro"                      | 29 de março de 2016     |
| 10 | 10 | "Um dia de fúria"                           | 5 de abril de 2016      |
| 11 | 11 | "Crema catalana"                            | 12 de abril de 2016     |
| 12 | 12 | "Elettrizante"                              | 19 de abril de 2016     |
| 13 | 13 | "A despedida"                               | 26 de abril de 2016     |
| 14 | 14 | "Super inédito - Parte 1"                   | 3 de maio de 2016       |
| 15 | 15 | "Super inédito - Parte 2"                   | 10 de maio de 2016      |

## 2ª Temporada (2016-2017)
| ## | #  | Título                         | Exibição original      |
| -- | -- | ------------------------------ | ---------------------- |
| 16 | 1  | "Talia!!!????"                 | 18 de outubro de 2016  |
| 17 | 2  | "Irmandade em perigo"          | 25 de outubro de 2016  |
| 18 | 3  | "Guerra"                       | 1 de novembro de 2016  |
| 19 | 4  | "Mais que queimada, em chamas" | 8 de novembro de 2016  |
| 20 | 5  | "V de vingança"                | 15 de novembro de 2016 |
| 21 | 6  | "Todos contra a magrela"       | 22 de novembro de 2016 |
| 22 | 7  | "Super Geordie"                | 29 de novembro de 2016 |
| 23 | 8  | "Até logo"                     | 6 de dezembro de 2016  |
| 24 | 9  | "Eu falo ou não falo?"         | 13 de dezembro de 2016 |
| 25 | 10 | "Operação peixe"               | 20 de dezembro de 2016 |
| 26 | 11 | "Confidencial 1"               | 3 de janeiro de 2017   |
| 27 | 12 | "O acampamento"                | 10 de janeiro de 2017  |
| 28 | 13 | "Esqueça Paris"                | 17 de janeiro de 2017  |
| 29 | 14 | "A despedida"                  | 24 de janeiro de 2017  |
| 30 | 15 | "Confidencial 2"               | 31 de janeiro de 2017  |